# James W. Grimes
James W. Grimes (Deering, 1816. október 20. – Burlington, 1872. február 7.) az Amerikai Egyesült Államok szenátora (Iowa, 1859–1869).